# Presidente del Partito Comunista Cinese
La carica di Presidente del Partito Comunista Cinese (中国共产党主席S, Zhōngguó Gòngchǎndǎng ZhǔxíP), fu il più alto grado all'interno del PCC sino alla morte di Mao Zedong. La denominazione ufficiale era Presidente del comitato centrale del Partito Comunista Cinese.
Già fra il 1922 e il 1925, Chen Duxiu (già segretario dell'Ufficio Centrale del PCC dal 21 al 22) venne eletto presidente del Comitato Esecutivo Centrale, ma poi il nome venne cambiato in segretario generale del CEC. La carica venne introdotta nel marzo 1943, quando l'Ufficio politico decise di sollevare Zhang Wentian dalla carica di segretario generale e nominò Mao Zedong presidente dell'Ufficio Politico del Comitato Centrale del Partito Comunista Cinese. Il VII Congresso del PCC introdusse nello Statuto la carica di presidente del Comitato Centrale, relegando il segretario generale a questioni di ordinaria amministrazione della Segreteria del Partito. Il presidente era eletto dal Comitato Centrale del PCC in seduta plenaria e aveva piena giurisdizione sul CC, sul suo Ufficio politico e sul Comitato permanente di quest'ultimo.
Lo Statuto del PCC del 1969 (IX Congresso) introdusse la figura di un unico vicepresidente, per concedere più autorità a Lin Biao come successore legittimo di Mao. Lo Statuto del 1973 (X Congresso) reintrodusse la vicepresidenza collettiva, già presente dal 1956. Nel 1976, Hua Guofeng venne nominato primo vicepresidente del Comitato Centrale.
La Costituzione cinese del 1975 rappresentò un rafforzamento dell'influenza del Partito sullo Stato. Il Comitato Centrale (e, per estensione, il presidente) venne preposto al Congresso nazionale del popolo. Il secondo comma dell'art. 15 indicava che "il presidente del Comitato Centrale del Partito Comunista Cinese comanda tutte le forze armate del paese".
Quando Hua Guofeng succedette a Mao alla presidenza del Partito, fu incapace di consolidare il proprio potere fino a quando l'allora vicepresidente Deng Xiaoping divenne, dal 1978, la figura preminente della Repubblica Popolare Cinese.
La carica di Presidente del partito fu abolita nel 1982 sostituita nuovamente dal segretario generale.

## Lista dei presidenti del PCC
- Chen Duxiu (1922-1925) (presidente del Comitato Esecutivo Centrale, già segretario dell'Ufficio Centrale dal 1921 al 1922, quindi segretario generale del CEC dal 1925 al 1927)
- Mao Zedong (1943-1976) (presidente dell'Ufficio Politico del CC del PCC dal 1943 al 1945, presidente del CC dal 1945 al 1976)
- Hua Guofeng (1976-1981)
- Hu Yaobang (1981-1982)

## Lista dei vicepresidenti del PCC
- VIII Comitato Centrale (1956-1969)
  - Zhou Enlai, Chen Yun, Liu Shaoqi (espulso nell'ottobre 1968), Zhu De
- IX Comitato Centrale (1969-1973)
  - Lin Biao (morto il 13 settembre 1971)
- X Comitato Centrale (1973-1977)
  - Hua Guofeng (primo vicepresidente dal 6 aprile 1976, presidente dal 9 settembre), Zhou Enlai (morto l'8 gennaio 1976), Kang Sheng (16 dicembre 1975), Li Desheng, Wang Hongwen (arrestato nell'ottobre 1976), Ye Jianying, Deng Xiaoping (Gennaio 1975 espulso nell'Aprile 1976 reintegrato nel Luglio 1977).
- XI Comitato Centrale (1977-1982)
  - Li Xiannan, Wang Dongxin, Ye Jianying, Deng Xiaoping, Chen Yun, Hua Guofeng (dal giugno 1981), Zhao Ziyang (dal giugno 1981).